# Мото олимпијских игара
Мото „Брже, више, јаче“ први пут је био заштитни знак Олимпијских игара у Антверпену 1920. године. Срочио га је Доминикански калуђер Анри Дидон, управник Аркеј колеџа, који је речима "Citius, altius, fortius" започињао часове физичког васпитања.